# Cyteen
Cyteen ist der Titel eines Science-Fiction-Romans der US-amerikanischen Schriftstellerin C. J. Cherryh. Ein alternativer deutscher Titel ist "Geklont".
Genau wie das englische Original (erschienen 1988) wurde auch die deutsche Ausgabe (1990) bei manchen Verlagen in drei Teilen herausgegeben:
1. Cyteen: Der Verrat (original Cyteen: The Betrayal)
2. Cyteen: Die Wiedergeburt (original Cyteen: The Rebirth)
3. Cyteen: Die Rechtfertigung (original Cyteen: The Vindication)

Der Roman spielt in dem von Cherryh erdachten Allianz-Union Universum. Chronologisch spielt er nach Pells Stern (englischer Titel: Downbelow Station) und parallel zur ersten Hälfte von Vierzigtausend in Gehenna (englischer Titel: Forty Thousand in Gehenna).
Cherryh thematisiert in Cyteen die Anwendung von Gentechnik zur Herstellung von Retortenmenschen sowie die psychologische Manipulation des Menschen. Gleichzeitig kann der Roman als Psycho-Thriller gelesen werden.

## Handlung des Romans
Die Erde hat nach der Entwicklung der interstellaren Raumfahrt Raumstationen in einigen 10–100 Sternensystemen errichtet und übt über die Company (in Anlehnung an die Companien, die im Britischen Weltreich den Handel monopolisierten) eine Kolonialherrschaft aus. Daneben gibt es Bodenstationen auf einigen geeigneten Planeten. Einige weit entfernt liegende Raumstationen haben unter Führung des Planeten Cyteen eine politische Union gebildet, und mit militärischen Mitteln eine Unabhängigkeit von der Erde erzielt. Einige der politischen Ideale dieser Union sind denen der USA nachempfunden; beispielsweise wird die Union von ursprünglich 13 Stationen gegründet (die USA wurden von 13 Kolonien gegründet).
Die wissenschaftlichen Errungenschaften sind zum einen der Raumflug mit Überlichtgeschwindigkeit, zum anderen Gentechnik und direkte Eingriffe in die menschliche Psyche. In der Union werden letztere zwei Entwicklungen genutzt, Retortenmenschen, Azi genannt, mit ausgewählten genetischen Eigenschaften heranzuziehen und mittels sogenannter Bänder und der Hilfe chemischer und physikalischer Stimulation des Gehirns zu konditionieren. Azis stehen keine Autonomierechte zu; sie sind wie Sklaven rechtlos und handeln aufgrund ihrer Konditionierung nie entgegen den Wünschen ihrer Eigner. Auch normal aufgewachsene Menschen können mittels psychischer Manipulationen in ihrem Wesen verändert werden.
Der Roman spielt nach Ende des Erde-Union-Konfliktes auf dem Planeten Cyteen.
Haupthandlungsort ist Reseune, eine der autonomen Städte Cyteens, in der die geniale Wissenschaftlerin Ariane Emory die Schaffung der Azis in industriellem Maßstab entwickelt hat. Reseune ist aus diesem Grund der wirtschaftlich und politisch bedeutendste Teile der Union, und Ariane Emory eine der einflussreichsten und auch meistgehassten Personen der Union.
Die Kernhandlung des Romans beginnt nach dem gewaltsamen Tod Ariane Emorys. Die Verwaltung Reseunes versucht daraufhin, ihr Genie durch einen Klon wiederzugewinnen. Da ein Mensch nicht rein genetisch, sondern auch durch seine Umwelt geprägt wird, konstruieren die Psychologen Reseunes eine eng an das ursprüngliche Umfeld angelehnte Kindheit für die 'zweite' Ariane. Der Roman folgt ihrem Heranwachsen und zeigt die Welt sowohl aus ihrer als auch aus Sicht einiger Mitmenschen. Politische und psychologische Manipulationen kennzeichnen den Umgang der Hauptcharaktere des Romans.

## Preise
Hugo Award 1989